# Cryptophagus pseudoschmidti
Cryptophagus pseudoschmidti is een keversoort uit de familie harige schimmelkevers (Cryptophagidae). De wetenschappelijke naam van de soort werd in 1970 gepubliceerd door Woodroffe.